# Dworzec autobusowy Północny w Łodzi
Dworzec autobusowy Północny, dawn. Dworzec PKS Łódź-Północ – dworzec autobusowy w Łodzi, zarządzany przez Przedsiębiorstwo Komunikacji Samochodowej w Łodzi, działający od 1969 roku przy ul. Smugowej 30/32.

## Historia
Budowę Dworca PKS Łódź-Północ rozpoczęto pod koniec 1966 roku wg projektu Krakowskiego Biura Projektów Transportu Drogowego i Lotniczego. Inwestycja została zrealizowana przez Łódzkie Przedsiębiorstwo Budownictwa Miejskiego nr 3, pod kierownictwem E. Leńkowskiego. Obiekt uroczyście otwarto 30 maja 1969 roku. Budowa obiektu kosztowała 14 mln zł. Obiekt obejmował 2-kondygnacyjny gmach główny, w którym znajdowało się zaplecze techniczne dla pracowników, hall kasowy, świetlicę dla młodzieży szkolnej, pokój dla matki z dzieckiem bar, kawiarnię, fryzjera, a także 10 stanowisk postojowych, z których planowo miało odjeżdżać do 200 autobusów dziennie. Komunikację autobusową na dworcu zorganizowano 1 czerwca 1969, początkowo uruchamiając cztery linie łączące go z Brzezinami i Rawą Mazowiecką, Głownem i Łowiczem, Zgierzem i Łęczycą oraz Poddębicami i Uniejowem.
W uroczystości otwarcia dworca: uczestniczyli minister komunikacji Piotr Lewiński, a także I sekretarz Komitetu Łódzkiego PZPR Józef Spychalski, I sekretarz KW PZPR Jerzy Muszyński, przewodniczący Prezydium Rady Narodowej miasta Łodzi – Edward Kaźmierczak, oraz przewodniczący Prezydium Wojewódzkiej Rady Narodowej Czesław Sadowski. Zdaniem Lewińskiego, dworzec ten był wówczas największy i najnowocześniejszy w Polsce.
W latach 90. XX w. nastąpiła fala likwidacja kursów autobusów. W związku ze zmniejszonym zapotrzebowaniem na przestrzeń, właściciel gmachu dworca – PKS Łódź, wyburzył powstały w 1969 roku budynek, budując nowy gmach, który został zajęty przez wydziały Urzędu Miasta Łodzi. Na potrzeby pasażerów usytuowano kontenery, w których zlokalizowano kasę, poczekalnię i punkty usługowe.
Podczas pandemii COVID-19 w 2020 roku, ponownie spadła liczba połączeń autobusowych z dworca Północnego, zlikwidowano wówczas obsługę tras m.in. do Brzezin, Lublina czy Koła. Dworzec od tego czasu był obsługiwany m.in. przez firmy transportowe takie jak Kasz-Bus i PKS Grójec, które obsługiwały kilka połączeń dziennie.
W 2024 roku na dworcu zlikwidowano stanowisko dyżurnego ruchu i zamknięto ostatni punkt sprzedaży biletów. Od tego czasu dworzec obsługuje ostatnia regularna linia, łącząca go z Brzezinami, Rawą Mazowiecką i Nowym Miastem nad Pilicą.